# والتر ر. شتاهيل
والتر ر. ستاهيل هو مهندس معماري سويسري، ولد في 5 يونيو 1946 في زيورخ في سويسرا.